# Maestà

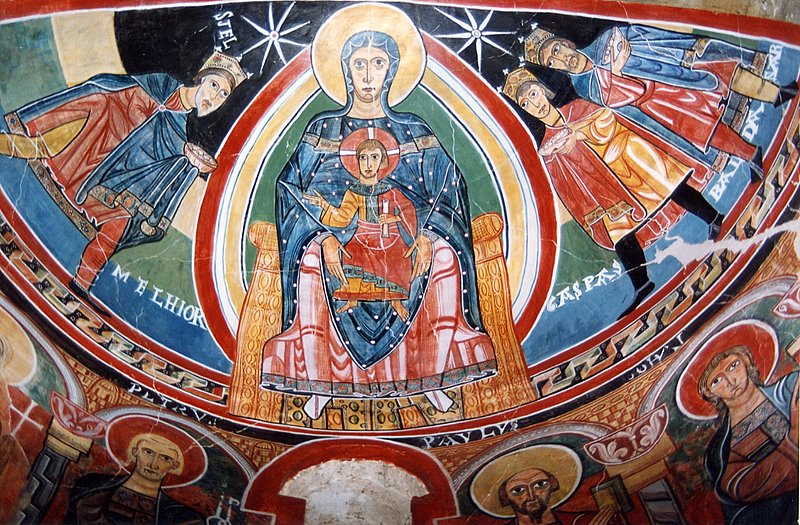
Maestà, flanquejada pels Reis Mags, al fresc de l'absis de Santa Maria de Taüll (ca. 1123)

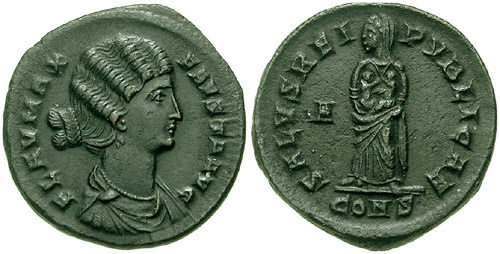
Moneda de Fausta, esposa de Constantí, què podria haver estat font d'inspiració per la imatge de la Maiestà a occident

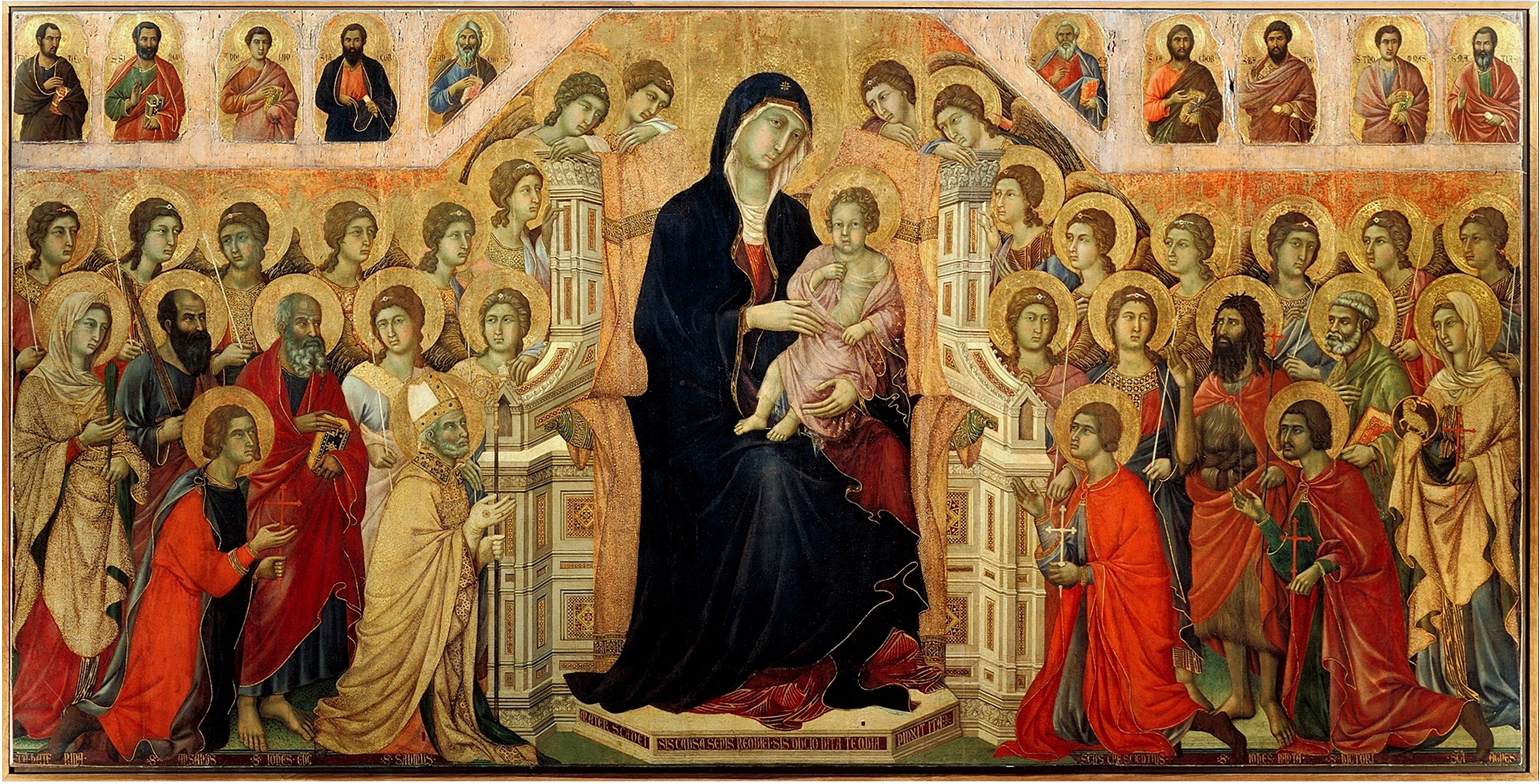
El plafó central de Duccio, Maestà amb Vint Àngels i Dinou Sants (1308–1311), Museu de l'Òpera del Duomo, Siena

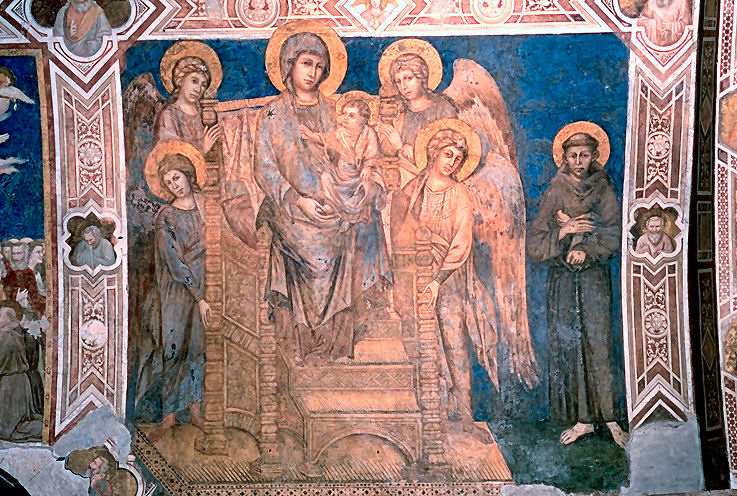
Cimabue Maestà, Basílica de Sant Francesc d'Assís

Maestà ("majestat" en italià) designa un tema iconogràfic de l'art cristià medieval occidental que representa la Mare de Déu en majestat, asseguda en un tron, amb el Nen Jesús a la falda (al qual fa ella mateixa de tron), acompanyats a vegades d'àngels i sants; de forma similar a la Theotokos de l'art romà d'Orient.
És una extensió de la figura de la Sedes sapientiae, on Maria representa el tron del seu fill Jesús i, que representa simbòlicament l'Església.
Com la Maiestas Domini o Crist en Majestat, aquesta iconografia té els seus antecedents en la iconografia imperial romana.
A Occident, la imatge sembla haver-se desenvolupat seguint precedents romans d'Orient com la moneda de l'emperadriu Fausta, esposa de Constantí el Gran, coronada i amb els seus fills a la falda i en exemples literaris, com la celebració de Flavi Cresconi Corip per la coronació de Justí II el 565.
La representació de la Mare de Déu en majestat troba la seva màxima expansió en l'art romànic, en correspondència amb la Maiestas Domini. La imatge representant la Maestà  va formar part destacada del repertori artístic, especialment a Roma, a finals del segle xii i començaments del XIII, amb una èmfasi especial en el veneració de Maria. La  Maestà sovint es representava al fresc directament en parets enlluïdes o en retaules pintats sobre taula.
Maria Regina és un sinònim dels historiadors d'art per a la imatge icònica de Maria entronitzada amb el Nen o sense.